# Église Saint-Michael Paternoster Royal
L'église Saint-Michael Paternoster Royal située à Londres, dans la Cité. Elle a été construite par l'architecte Christopher Wren, au début du XVIIIe siècle-(1717).
Son qualificatif de "royal" est un attribut factice, né de la corruption de "La-Réole", après que des Marchands de vin, venus de La Réole (Aquitaine) dans le sillage des rois Plantagenêts, eurent implanté un gros comptoir en ce lieu. Lequel se signalait par une haute Tour qui initialement prit le nom de "Toure(la) Ryole", puis par corruption celui de "Tower Royal". 
Le paradoxe veut que la tour des Réolais réussisse à passer dans le domaine royal par donation, entre la fin du XIIIe et le début du XIVe siècle, si bien que l'on pouvait parler aussi bien d'une royal Tower que d'une Tower Royal. 